# Appetite for Destruction
Appetite for Destruction è il primo album in studio del gruppo musicale statunitense Guns N' Roses, pubblicato il 21 luglio 1987 dalla Geffen Records.
Annoverato tra i lavori più importanti della storia del rock, ha venduto 30 milioni di copie in tutto il mondo di cui 18 nei soli Stati Uniti d'America. Ad oggi è ancora il maggior successo del gruppo nonché uno dei migliori album di debutto di sempre: la rivista Rolling Stone lo ha infatti inserito al quarto posto nella sua classifica dei cento migliori album di debutto di tutti i tempi.

## Antefatti
Axl Rose ha dichiarato che molte delle canzoni presenti nell'album sono state scritte nel periodo in cui la band suonava nel circuito dei club di Los Angeles, e che un certo numero di pezzi che saranno poi inseriti negli album successivi erano stati già considerati per Appetite for Destruction, come Back Off Bitch, You Could Be Mine, November Rain e Don't Cry. Pare che il motivo per cui siano state escluse queste ultime due canzoni è da imputare al fatto che si era già deciso di inserire Sweet Child o' Mine e, dunque, era già presente una ballad all'interno dell'album (nonostante ciò, i due successivi dischi Use Your Illusion I e Use Your Illusion II conterranno più di una ballad a testa).
Successivamente all'uscita del loro primo EP Live ?!*@ Like a Suicide, pubblicato in tiratura limitata di sole 10 000 copie, la Geffen Records decise di dare il via libera al gruppo per la pubblicazione del suo primo vero album. Inizialmente, per la produzione venne preso in considerazione Paul Stanley dei Kiss, ma fu poi respinto a causa della sua richiesta di porre modifiche alle canzoni. Alla fine, si decise di far ricoprire il ruolo al giovane produttore Mike Clink. Dopo alcune settimane di prove, la band si recò in California per le sessioni di registrazione, nel gennaio del 1987, e qui vi rimase per circa un mese. La band decise di registrare le proprie parti separatamente, con Slash che suonava soprattutto il pomeriggio e la sera, e con Axl che cantava fino a tarda notte; ciò richiedeva a Clink circa diciotto ore di lavoro al giorno. L'unico vero problema presentatosi durante le registrazioni fu il fatto che Slash non riusciva a trovare un suono di chitarra adatto, e risolse il problema solo dopo aver collegato una Gibson Les Paul a un amplificatore Marshall e con la collaborazione di Clink nella strutturazione delle parti di chitarra. Nell'assolo di chitarra del brano Anything Goes Slash fece utilizzo del talk box. Il bilancio totale per la realizzazione dell'album fu di circa 370.000 dollari.
Nonostante le canzoni siano state accreditate a tutti i cinque membri della band, molte furono effettivamente scritte solo da alcuni dei singoli membri, per poi essere completate più tardi insieme al resto del gruppo. Esempi sono It's So Easy di Duff McKagan e Think About You di Izzy Stradlin. Rocket Queen era un pezzo incompiuto di Slash, McKagan e Steven Adler ai tempi della loro militanza nei Road Crew, mentre Anything Goes, composta originariamente dagli Hollywood Rose e poi inclusa nel loro disco The Roots of Guns N' Roses, venne ri-scritta per Appetite for Destruction.
Altre canzoni dell'album riflettono la reazione del gruppo alla dissolutezza della vita nei bassifondi di Los Angeles, come Welcome to the Jungle, il cui testo venne scritto da Rose dopo un suo incontro con un barbone vicino alle autostrade di Manhattan nel 1980, poco dopo l'arrivo dall'Indiana. I testi di alcune canzoni si concentrano sugli eccessi giovanili dei componenti della band, come Out Ta Get Me, che si concentra sui diversi problemi avuti da Axl Rose con la legge in Indiana. C'è spazio anche per temi sentimentali e varie dediche a compagne femminili, che si riflettono nelle canzoni Sweet Child o' Mine, My Michelle, You're Crazy e Rocket Queen.

## Pubblicazione
L'album uscì il 21 luglio 1987, ma fu ben presto ritirato dal commercio a causa della copertina che raffigurava un quadro di Robert Williams censurato (e intitolato appunto Appetite for Destruction, da cui il titolo dell'album); esso raffigurava un mostro volante, che difende una ragazza svenuta da un robot che intende probabilmente stuprarla; inoltre, il pittore affermò che il gruppo non aveva pagato il quadro e che ne aveva quindi violato il copyright. Il disco fu rimesso in commercio con una nuova copertina, sulla quale è raffigurato un famoso tatuaggio di Axl Rose, rappresentante le teste dei componenti della band come teschi incastonati su una croce: Izzy Stradlin è il cranio in alto, Steven Adler è il cranio a sinistra, Axl Rose è il cranio al centro, Duff McKagan è il cranio a destra e Slash è il cranio in basso.
Nelle versioni originali dell'album a doppio lato (LP, MC), i due lati vennero denominati "G" e "R", invece dell'indicazione canonica "A" e "B". Le prime 6 tracce facevano parte del lato "G", ed erano quelle che si occupavano degli eccessi del gruppo e della loro vita difficile (lato "Guns"). Le altre e ultime 6 tracce facevano parte del lato "R", ed erano quelle dedicate a temi sentimentali e al sesso (lato "Roses").
In un'intervista del 2011, Axl ha dichiarato che la sua idea originale per la copertina dell'album era una foto del disastro dello Space Shuttle Challenger, presente su Time nel 1986, ma la Geffen rifiutò dicendo che era "di cattivo gusto".

### Edizione rimasterizzata
Il 2 maggio 2018 è apparso sul sito ufficiale del gruppo un estratto del brano Shadow of Your Love degli Hollywood Rose. Successivamente è stata annunciata per il 29 giugno l'uscita del cofanetto Appetite for Destruction: Locked N' Loaded, contenente 73 canzoni in quattro CD (49 delle quali inedite), sette LP, una versione rimasterizzata dell'album, Live ?!*@ Like a Suicide, un EP di lati B, 25 registrazioni delle sessioni tenute ai Sound City Studios nel 1986, e due inediti registrati con Mike Clink. Sono inoltre stati inclusi tutti i brani di G N' R Lies eccetto One in a Million.
In aggiunta alle canzoni, il cofanetto include un libro di 96 pagine con foto inedite proveniente dall'archivio personale di Axl Rose, dodici litografie che visualizzano ogni brano dell'album e le repliche di vari cimeli. Shadow of Your Love è stato pubblicato come singolo il 4 maggio 2018, il primo della band in quasi un decennio. Il 21 maggio il gruppo ha invece pubblicato un video inedito di It's So Easy su Apple Music.
In occasione del giorno di lancio del cofanetto, è stato aperto a Londra un pop-up shop comprendente bevande a tema Guns N' Roses, tatuaggi artistici, prodotti ufficiali, e un grosso schermo con le immagini dello show tenuto dalla band al The Ritz nel 1988.

## Promozione
Già prima dell'uscita dell'album, nel marzo del 1987, la band aveva avviato una serie di concerti in piccoli club di Los Angeles e Londra. Successivamente, intraprese un tour di apertura lungo la costa occidentale americana per i The Cult, con il primo spettacolo a Halifax in Canada il 14 agosto 1987 e l'ultimo a New Orleans, Louisiana il 19 settembre. Nel mese di ottobre, la band si spostò per la prima volta in Europa, per una breve serie di concerti in Germania, Paesi Bassi e Regno Unito.
Da novembre, la band tornò a suonare spettacoli a sostegno, aprendo concerti per Mötley Crüe, Alice Cooper, Great White e Iron Maiden; la collaborazione con questi ultimi si concluse in malo modo il 9 giugno 1988 a Irvine, California, quando Axl Rose decise di non presentarsi al concerto, costringendo Duff McKagan a sostituirlo alla voce. Conclusa l'esperienza con i Maiden, i Guns si aggregarono agli Aerosmith in una serie di concerti negli Stati Uniti, fra cui tre al Giants Stadium di East Rutherford, New Jersey, durante i quali la band registrò parte del video di Paradise City; altro materiale per il video venne girato al festival Monsters of Rock di Londra il 20 agosto 1988, durante uno spettacolo tristemente famoso per la morte di due persone calpestate dalla folla durante l'esecuzione di It's So Easy.
Per l'ultima parte del tour, il gruppo approdò per la prima volta in Asia e in Oceania. Venne toccato il Giappone, con una serie di cinque date tra Osaka e Tokyo, e l'Australia, con due date a Melbourne e Sydney. Il 19 dicembre si tenne la data conclusiva del tour ad Auckland, in Nuova Zelanda.

## Accoglienza
| Recensione                    | Giudizio |
| ----------------------------- | -------- |
| AllMusic                      |          |
| Encyclopedia of Popular Music |          |
| Entertainment Weekly          | A        |
| Ondarock                      | 7/10     |
| Pitchfork                     | 10/10    |
| Robert Christgau              | B−       |
| Rolling Stone                 |          |
| Spin                          |          |

Appetite for Destruction debuttò alla posizione numero 182 della Billboard 200 negli Stati Uniti il 29 agosto 1987. Non scalerà la classifica fino al 6 agosto 1988, a più di un anno dalla data di pubblicazione, dopo che la band andò in tour e ricevette massiccio airplay radiofonico e su MTV per i singoli Welcome to the Jungle e Paradise City. L'album trascorse quattro settimane non consecutive al primo posto sul finire del 1988, e un totale di 147 settimane nella Billboard 200. Il 25 marzo 1993 è stato certificato disco di diamante dalla RIAA per aver venduto oltre dieci milioni di copie solo negli Stati Uniti, diventate poi diciotto milioni secondo dati aggiornati al settembre 2008, il che ne fa l'album di debutto più venduto di sempre. Quello stesso anno, Sky News ha riportato che le vendite globali di Appetite for Destruction ammontano all'incirca a 28 milioni di copie, facendone uno degli album più venduti nel mondo. L'edizione rimasterizzata del 2018 ha permesso all'album di rientrare nella top 10 delle classifiche dopo oltre 29 anni dall'ultima volta.
Quando venne immesso sul mercato, l'album ricevette recensioni negative da parte di diversi critici musicali che sottolinearono come l'enorme successo dello stesso verso i consumatori fosse stato favorito dal cliché "sesso, droga e rock & roll" popolare negli anni ottanta, quando gran parte dell'atmosfera culturale statunitense era presa dalle vicende legate alla presidenza di Ronald Reagan, l'allerta AIDS, e la crescente popolarità di MTV. Gli stessi Guns N' Roses furono più volte etichettati come «figli scarsi» di band quali Aerosmith e AC/DC. Tuttavia con l'accrescere della popolarità del gruppo, anche i critici hanno cominciato a rivalutare la band: Rolling Stone ha inserito il disco al 27º posto nella lista dei 100 migliori album degli anni ottanta nel 1989, mentre nel 2012 lo ha classificato al 62º posto nella lista dei 500 migliori album di tutti i tempi.
In una recensione retrospettiva, Stephen Thomas Erlewine di AllMusic ha definito l'album «un punto di svolta per l'hard rock» e «il miglior disco metal dei tardi anni ottanta». Appetite for Destruction presentava una grezza qualità punk rock che si contrapponeva al sound più patinato delle band hair metal che dominavano allora su MTV. L'album fu uno dei primi a lanciare il genere sleaze metal, una variante indurita dell'hair/pop metal; i Guns N' Roses vennero annoverati tra gli esponenti più importanti di questo genere, assieme a Faster Pussycat, L.A. Guns e Dangerous Toys.

## I brani
- Welcome to the Jungle è il pezzo d'apertura. Tra i brani più celebri del complesso, il testo fu scritto da Axl Rose mentre si trovava a Seattle con un amico. I due incontrarono un barbone che, nel tentativo di spaventarli, gridò loro: «You know where you are? You're in the jungle, baby! You gonna die!» («Sai dove sei? Sei nella giungla, piccola! E morirai!»).[65]
- It's so Easy fu il primo singolo estratto dall'album e fu scritto da Duff McKagan assieme a West Arkeen prima di entrare nei Guns N' Roses.
- Nightrain fu l'ultimo singolo ufficiale e il testo si riferisce ai sobborghi di Los Angeles, ma pare possa essere anche una dedica al vino californiano Night Train Express. Fu scritto da Izzy e Slash.
- Out ta Get Me riprende le tematiche del brano precedente, inoltre presenta allusioni alla droga. È uno dei brani del disco che maggiormente risente dell'influenza degli AC/DC,[50] soprattutto grazie al suo riff diretto e tagliente.
- Mr. Brownstone è uno dei pezzi più sperimentali, in cui il gruppo sfoggia un ritmo dalle influenze quasi tribali. Fu scritto da Izzy Stradlin.
- Paradise City fu il quarto singolo estratto dall'album. Il ritornello è cantato con la sovrapposizione di vari cori, particolare che il gruppo usò anche in seguito, in brani come Don't Cry. Paradise City parte lenta per poi culminare con velocità e foga d'ispirazione punk.
- My Michelle è un altro brano veloce e frenetico. È il primo in ordine di tracklist a parlare d'amore, anche se con toni più erotici rispetto ad altri. Il brano è dedicato a un'amica di Axl.
- Think About You è una canzone d'amore, scritta da Izzy Stradlin.
- Sweet Child o' Mine è uno dei brani più famosi della band; il suo riff è uno dei più conosciuti della storia del rock. Questo brano, il cui testo, scritto da Rose, come il precedente tratta d'amore, contiene anche il più lungo assolo di chitarra dell'album, eseguito da Slash.
- You're Crazy era un brano precedentemente scritto da Stradlin in versione acustica; in Appetite for Destruction lo si trova molto velocizzato e spostato in una versione più rock. La versione originale verrà invece inclusa nel successivo album G N' R Lies (1988).
- Anything Goes fu composta sostanzialmente dagli Hollywood Rose, il primo gruppo di Rose e Stradlin, assieme a un loro ex collega, Chris Weber. Anche questo pezzo tratta di temi erotici.
- Rocket Queen è un lungo brano conclusivo, accompagnato da un ritornello facilmente memorizzabile; è anch'esso dedicato ad una ragazza, e porta la firma di Axl Rose nel testo. La canzone è diventata famosa principalmente per la registrazione di un rapporto sessuale reale udibile durante il bridge finale del brano, tra Axl Rose e una ragazza di nome Adriana Smith, che aveva avuto una relazione di circa un anno con Steven Adler.[66][67]

## Tracce
Testi e musiche dei Guns N' Roses, eccetto dove indicato
1. Welcome to the Jungle – 4:31
2. It's so Easy – 3:21 (Guns N' Roses, West Arkeen)
3. Nightrain – 4:26
4. Out ta Get Me – 4:20
5. Mr. Brownstone – 3:46
6. Paradise City – 6:46
7. My Michelle – 3:39
8. Think About You – 3:50
9. Sweet Child o' Mine – 5:55
10. You're Crazy – 3:25
11. Anything Goes – 3:25 (Guns N' Roses, Chris Weber)
12. Rocket Queen – 6:13

Contenuto bonus nell'edizione deluxe del 2018
- B-Sides N' EPs

1. Reckless Life (Live) – 3:21
2. Nice Boys (Live) – 3:02
3. Move to the City (Live) – 3:34
4. Mama Kin (Live Edit) – 3:41
5. Shadow of Your Love (Live) – 3:03
6. You're Crazy (Acoustic Version) – 4:25
7. Patience – 5:54
8. Used to Love Her – 3:12
9. You're Crazy – 4:10
10. It's so Easy (Live at The Marquee Club, London / 1987) – 3:54
11. Knockin' on Heaven's Door (Live at The Marquee Club, London / 1987) – 4:59
12. Whole Lotta Rosie (Live at The Marquee Club, London / 1987) – 4:06

- 1986 Sound City Session

1. Welcome to the Jungle – 4:59
2. Nightrain – 4:49
3. Out ta Get Me – 4:01
4. Paradise City – 5:34
5. My Michelle – 4:21
6. Think About You – 3:50
7. You're Crazy – 3:21
8. Anything Goes – 4:35
9. Rocket Queen – 6:06
10. Shadow of Your Love – 2:38
11. Heartbreak Hotel – 4:36
12. Jumpin' Jack Flash – 3:21

- 1986 Sound City Session N' More

1. Shadow of Your Love – 3:05
2. Move to the City – 3:16
3. Ain't Goin' Down No More (Instrumental Version) – 3:30
4. The Plague – 0:54
5. Nice Boys – 2:58
6. Back Off Bitch – 4:39
7. Reckless Life – 2:45
8. Mama Kin – 3:26
9. New Work Tune – 3:25
10. November Rain (Piano Version) – 10:18
11. Move to the City (Acoustic Version) – 3:41
12. You're Crazy (Acoustic Version) – 4:06
13. November Rain (Acoustic Version) – 5:00
14. Jumpin' Jack Flash (Acoustic Version) – 3:52
15. Move to the City (1988 Acoustic Version) – 3:26

## Formazione
Gruppo
- W. Axl Rose – voce, sintetizzatore, percussioni
- Slash – chitarra solista, ritmica e acustica, talk box (traccia 11)[34]
- Izzy Stradlin – chitarra ritmica, solista, cori, percussioni
- Duff "Rose" McKagan – basso, cori
- Steven Adler – batteria

Produzione
- Mike Clink – produzione, ingegneria del suono
- Steve Thompson, Michael Barbiero – missaggio
- George Marino – mastering edizione LP e MC
- Barry Diament – mastering edizione CD
- Dave Reitzas, Micajah Ryan, Andy Udoff, Jeff Poe, Julian Stoll, & Victor "the fuckin' engineer" Deyglio – assistenza tecnica

## Classifiche

### Classifiche settimanali
| Classifica (1987–89) | Posizione massima |
| -------------------- | ----------------- |
| Australia            | 7                 |
| Austria              | 3                 |
| Canada               | 7                 |
| Finlandia            | 6                 |
| Francia              | 5                 |
| Germania             | 11                |
| Irlanda              | 11                |
| Italia               | 13                |
| Norvegia             | 9                 |
| Nuova Zelanda        | 1                 |
| Paesi Bassi          | 3                 |
| Regno Unito          | 5                 |
| Stati Uniti          | 1                 |
| Svezia               | 32                |
| Svizzera             | 7                 |

### Classifiche di fine anno
| Classifica (1988) | Posizione |
| ----------------- | --------- |
| Australia         | 38        |
| Stati Uniti       | 6         |
| Classifica (1989) | Posizione |
| Australia         | 11        |
| Austria           | 13        |
| Canada            | 27        |
| Germania          | 21        |
| Italia            | 52        |
| Nuova Zelanda     | 3         |
| Paesi Bassi       | 12        |
| Regno Unito       | 17        |
| Stati Uniti       | 5         |
| Svizzera          | 3         |
| Classifica (2018) | Posizione |
| Islanda           | 42        |
| Classifica (2019) | Posizione |
| Islanda           | 61        |
| Classifica (2021) | Posizione |
| Australia         | 66        |
| Belgio (Fiandre)  | 185       |
| Islanda           | 61        |
| Svezia            | 85        |
| Classifica (2022) | Posizione |
| Australia         | 54        |
| Islanda           | 78        |
| Svezia            | 94        |

### Edizione rimasterizzata
| Classifica (2018)          | Posizione massima |
| -------------------------- | ----------------- |
| Australia                  | 7                 |
| Austria                    | 5                 |
| Belgio (Fiandre)           | 9                 |
| Belgio (Vallonia)          | 5                 |
| Canada                     | 7                 |
| Danimarca                  | 35                |
| Finlandia                  | 22                |
| Francia                    | 7                 |
| Germania                   | 2                 |
| Irlanda                    | 10                |
| Italia                     | 5                 |
| Norvegia                   | 12                |
| Nuova Zelanda              | 4                 |
| Paesi Bassi                | 11                |
| Polonia                    | 26                |
| Portogallo                 | 4                 |
| Regno Unito                | 6                 |
| Regno Unito (rock & metal) | 1                 |
| Spagna                     | 3                 |
| Stati Uniti                | 10                |
| Stati Uniti (hard rock)    | 1                 |
| Stati Uniti (rock)         | 4                 |
| Stati Uniti (tastemaker)   | 3                 |
| Svezia                     | 12                |
| Svizzera                   | 5                 |